# Strobilanthes khoshooana
Strobilanthes khoshooana är en akantusväxtart som först beskrevs av S.R.Paul, och fick sitt nu gällande namn av Saravanam Karthikeyan och Moorthy. Strobilanthes khoshooana ingår i släktet Strobilanthes och familjen akantusväxter. Inga underarter finns listade i Catalogue of Life.